# Pseudantheraea imperator
Pseudantheraea imperator är en fjärilsart som beskrevs av Pierre Claude Rougeot 1962. Pseudantheraea imperator ingår i släktet Pseudantheraea och familjen påfågelsspinnare. Inga underarter finns listade i Catalogue of Life.